# Phare de Buenavista
Le phare de Buenavista (ou aussi phare de Punta de Buenavista) est un phare situé sur Punta de Buenavista à 4 km de la commune de Buenavista del Norte sur la côte nord de l'île de la Tenerife, dans les Îles Canaries (Espagne).
C'est l'un des sept phares qui marquent le littoral de Tenerife et se trouve entre le phare de Punta de Teno au sud-ouest et le phare de Puerto de la Cruz au nord-est. Ce phare très moderne est décrit comme étant en forme de tire-bouchon.
Il est géré par l'autorité portuaire de la Province de Santa Cruz de Tenerife (Autoridad Portuaria de Santa Cruz de Tenerife).

## Histoire
Le phare a été achevé en 1990, dans le cadre du plan de feu maritime qui a été élaboré dans les années 1980, ce qui a souligné la nécessité de nouveaux phares dans plusieurs zones des îles Canaries. Il s'agissait notamment des feux de conception contemporaine comme le phare de Punta del Hidalgo et Puerto de la Cruz à Tenerife, le phare de Punta del Castillete à Grande Canarie, et le phare de Arenas Blancas et le phare de Punta Lava à La Palma.
Considéré comme un "design remarquable", il se compose de deux tours en béton qui partent d'une seule base, l'arrière est carré, la tour face à la mer ayant un escalier en colimaçon ouvert aux éléments. Cette cage d'escalier mène au sommet de la tour avec une salle et des galeries fermées, à une hauteur de 40,5 m. Avec une hauteur focale de 77 m au-dessus du niveau de la mer, la lumière peut être vue jusqu'à 20 milles marins (37 km). Le phare émet quatre flashes de lumière blanche toutes les onze secondes.
Identifiant : ARLHS : CAI-004 ; ES-12925 - Amirauté : D2831.8 - NGA : 23838.
|                        |
| Le phare vu de la mer. |

|           |
| Le phare. |

### Lien connexe
- Liste des phares des îles Canaries